# Groß Väter
Groß Väter ist ein Gemeindeteil von Groß Dölln, das seit 2003 ein Ortsteil der Stadt Templin im Landkreis Uckermark im Land Brandenburg der Bundesrepublik Deutschland ist. Der Ort liegt am Großen Vätersee im geschützten Biosphärenreservat Schorfheide-Chorin. Groß Väter entstand aus einer Zaunsetzerstelle (1718 erstmals genannt) am Großen Wildzaun in der Schorfheide, die 1723 in ein Vorwerk umgewandelt wurde. 1749 wurde anstelle des Vorwerks ein Kolonistendorf gegründet. Zunächst bildeten Groß Väter und das benachbarte Bebersee eine Gemeinde, um 1782 wurden sie eigenständige Gemeinden. Das Forsthaus Groß Väter, das nur wenige Hundert Meter südlich des Dorfes stand, gehörte dagegen zum Gutsbezirk (Forstrevier) Reiersdorf und wurde erst mit Auflösung des Gutsbezirks 1929 in die Gemeinde eingegliedert. Groß Väter verlor zum 1. Januar 1960 mit der Eingliederung in Groß Dölln seine Selbständigkeit.

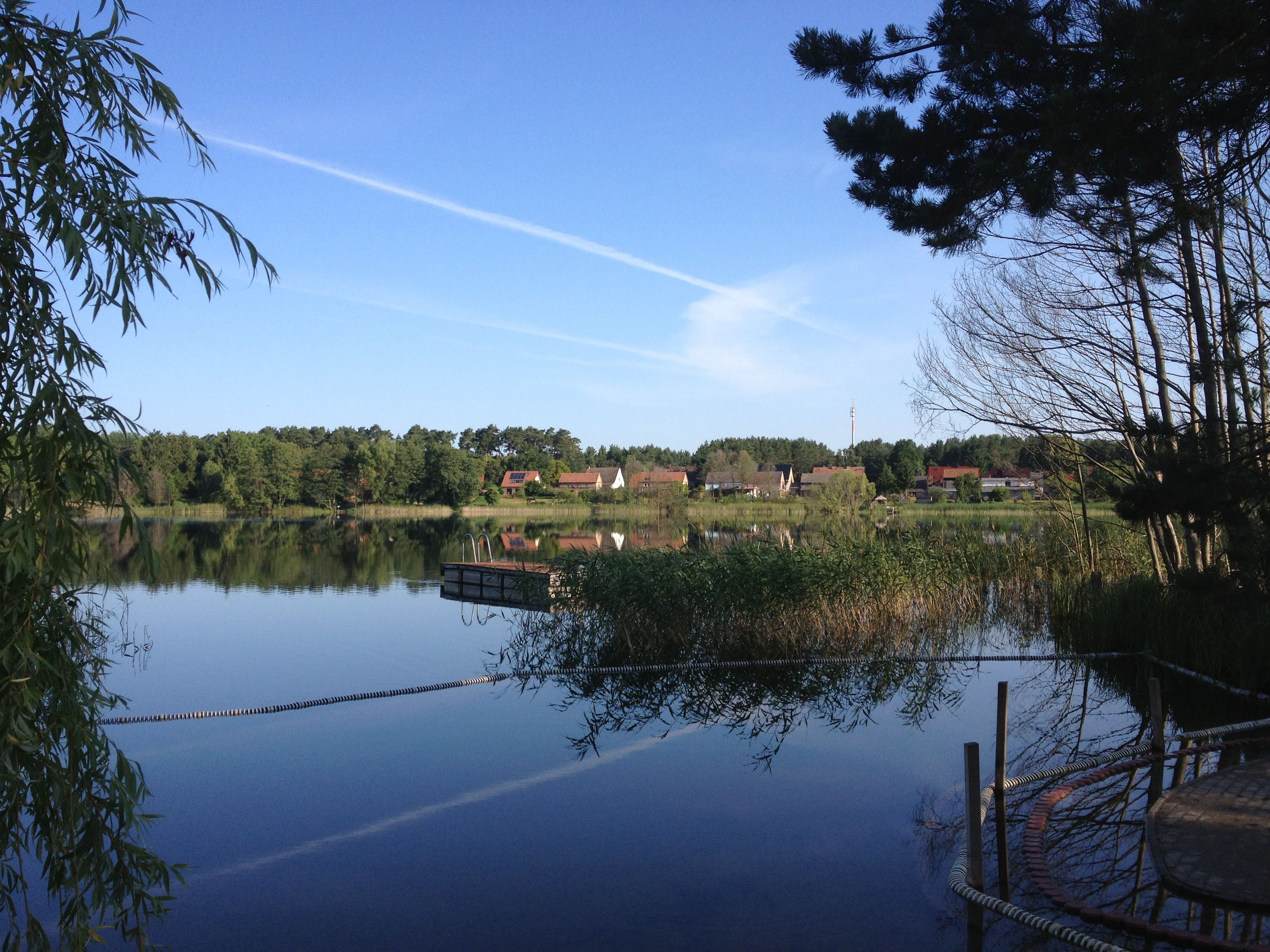
Groß Väter am Großen Vätersee

## Geographische Lage
Groß Väter liegt ca. 12 km südöstlich der Kernstadt von Templin, und ca. 2 km nordöstlich von Groß Dölln. Die Gemarkung von Groß Väter grenzt im Norden an Vietmannsdorf, im Osten und Süden an Bebersee, im Süden an Groß Schönebeck und im Westen an die Gemarkung von Groß Dölln. Auf der Gemarkung liegen die Wohnplätze Klein Väter und Birkenhof. Direkt südlich liegt der Große Vätersee. Der Ortskern liegt auf etwa 59 m ü. NHN.
Das Forsthaus Groß Väter () lag etwa 300 Meter südöstlich des östlichen Ortsausganges.

## Geschichte
Um 1660 begann der Große Kurfürst mit dem Wiedererrichten des bereits Mitte des 16. Jahrhunderts angelegten und im Dreißigjährigen Krieg zerstörten oder verfallenen sog. „Großen Wildzauns“ von der Havel bis zur Oder, um das Wild am Überwechseln auf das nördlich davon liegende Kulturland zu hindern. Zur Instandhaltung dieses Zauns wurden entlang des Wildzaunes insgesamt 12 Zaunsetzerstellen geschaffen. Eine Stelle übernahm der Schulze von Groß-Ziethen gegen Lohn, die übrigen Zaunsetzergüter wurden durch Rodung in dem großen Waldgebiet neu angelegt.

### 18. und 19. Jahrhundert
1718 wurde die Zaunsetzerstelle des Martin Muhme am Wildzaun im Reiersdorfer Forstrevier erstmals erwähnt. Er hatte damals 74 Morgen Acker (1 Morgen zu 400 Quadratruten) beim Haus und beim Barsluch, 2 Wiesen beim Döllnfließ und 1 Morgen Garten. Er hielt auf dem gerodeten Land 14 Kühe. Der Forst gehörte ursprünglich dem Kloster Zehdenick und kam nach der Säkularisation des Klosters an das Amt Zehdenick. 1723 wurde die Zaunsetzerstelle in ein Vorwerk umgewandelt, das an den früheren Zaunsetzer Martin Muhme verpachtet wurde. Dazu wurde weiteres Land gerodet. 1736 hatte das Vorwerk 217 Morgen Land (der Morgen zu 180 Quadratruten), davon 190 Morgen Acker, 25 Morgen Wiese und 2 Morgen Garten. 1749 wurde der Plan gefasst, drei Kolonistendörfer anzulegen, Kurtschlag, Groß Väter und Bebersee. In Groß Väter und Bebersee wurden dafür die Vorwerke aufgelöst und an Bauern verteilt. In Groß Väter wurden zunächst drei reformierte Pfälzer Familien angesetzt, in Bebersee fünf Familien. Die beiden Kolonistendörfer bildeten zunächst eine Gemeinde, Schulze war ein gewisser Muhme (der obige Martin Muhme oder dessen Sohn). Die Benennung des neuen Kolonistendorfes erfolgte nach der Lage am Nordufer des Großen Vätersees, dessen Name slawischen Ursprungs ist.
| Jahr | Einwohner          |
| ---- | ------------------ |
| 1755 | 121 (mit Bebersee) |
| 1774 | 99                 |
| 1790 | 115                |
| 1801 | 150                |
| 1817 | 135                |
| 1840 | 154                |
| 1858 | 247                |
| 1895 | 181                |
| 1925 | 153                |
| 1939 | 119                |
| 1946 | 223                |

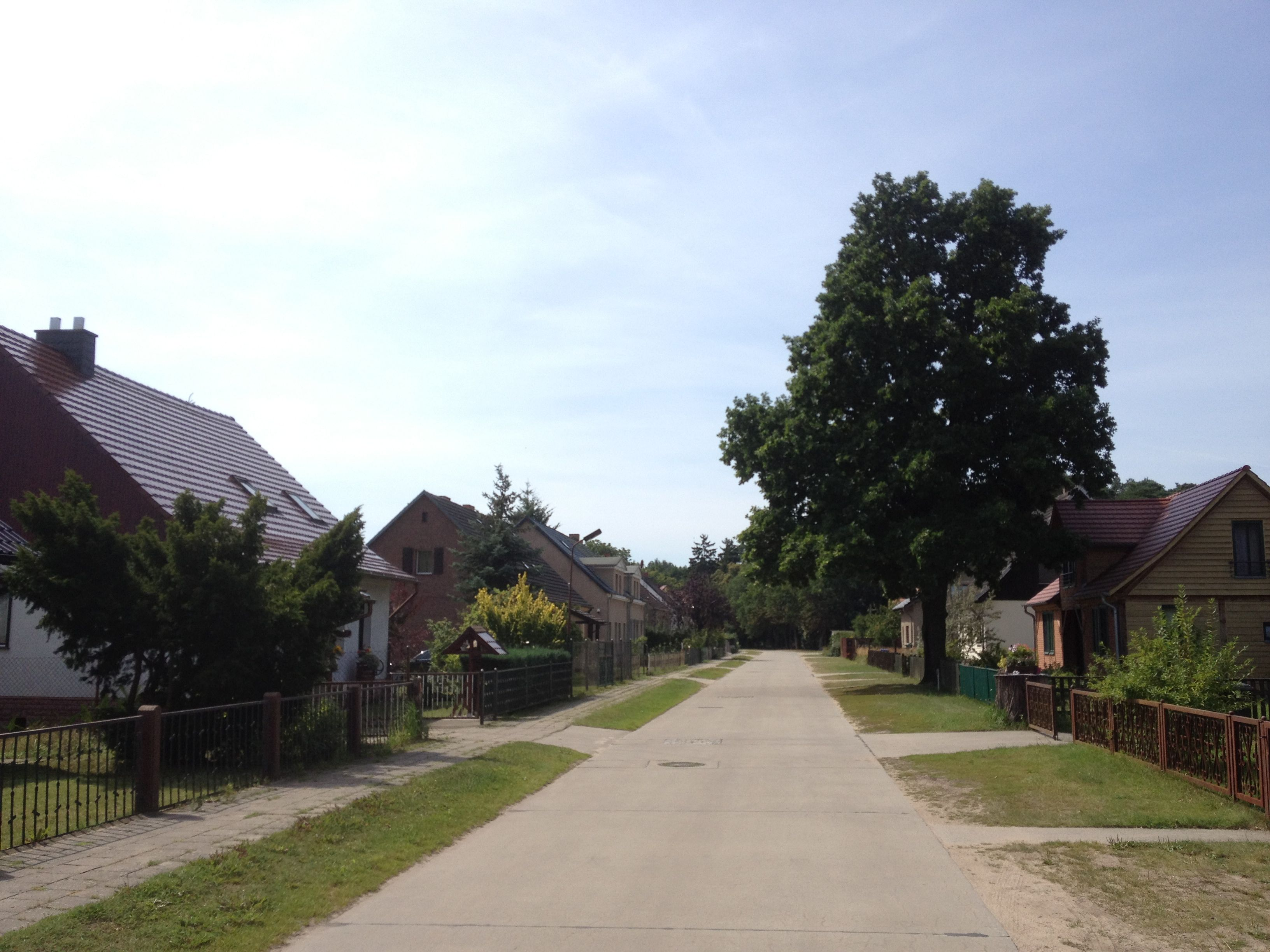
Dorfstraße in Groß Väter

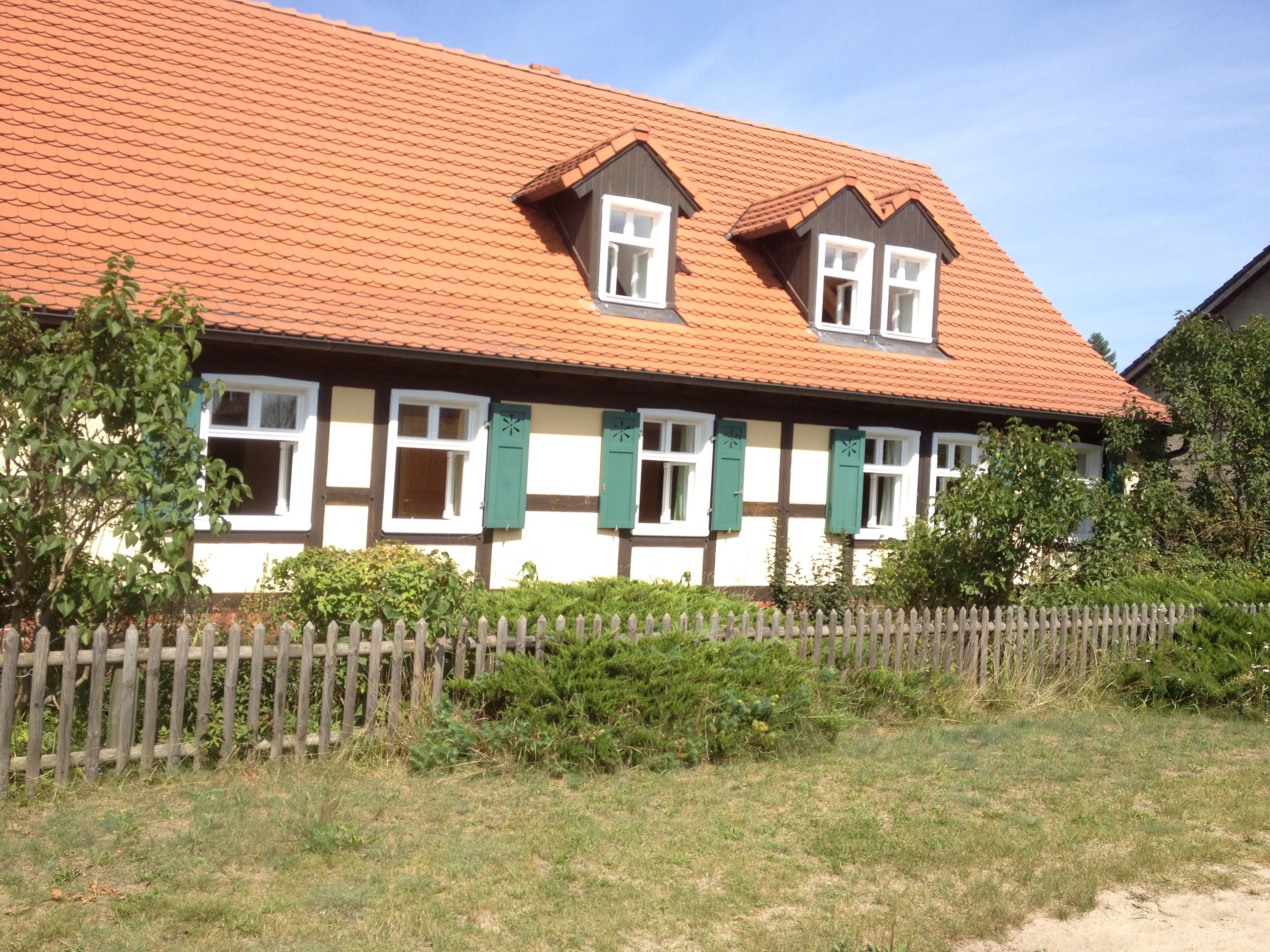
Historisches Wohnhaus in Groß Väter

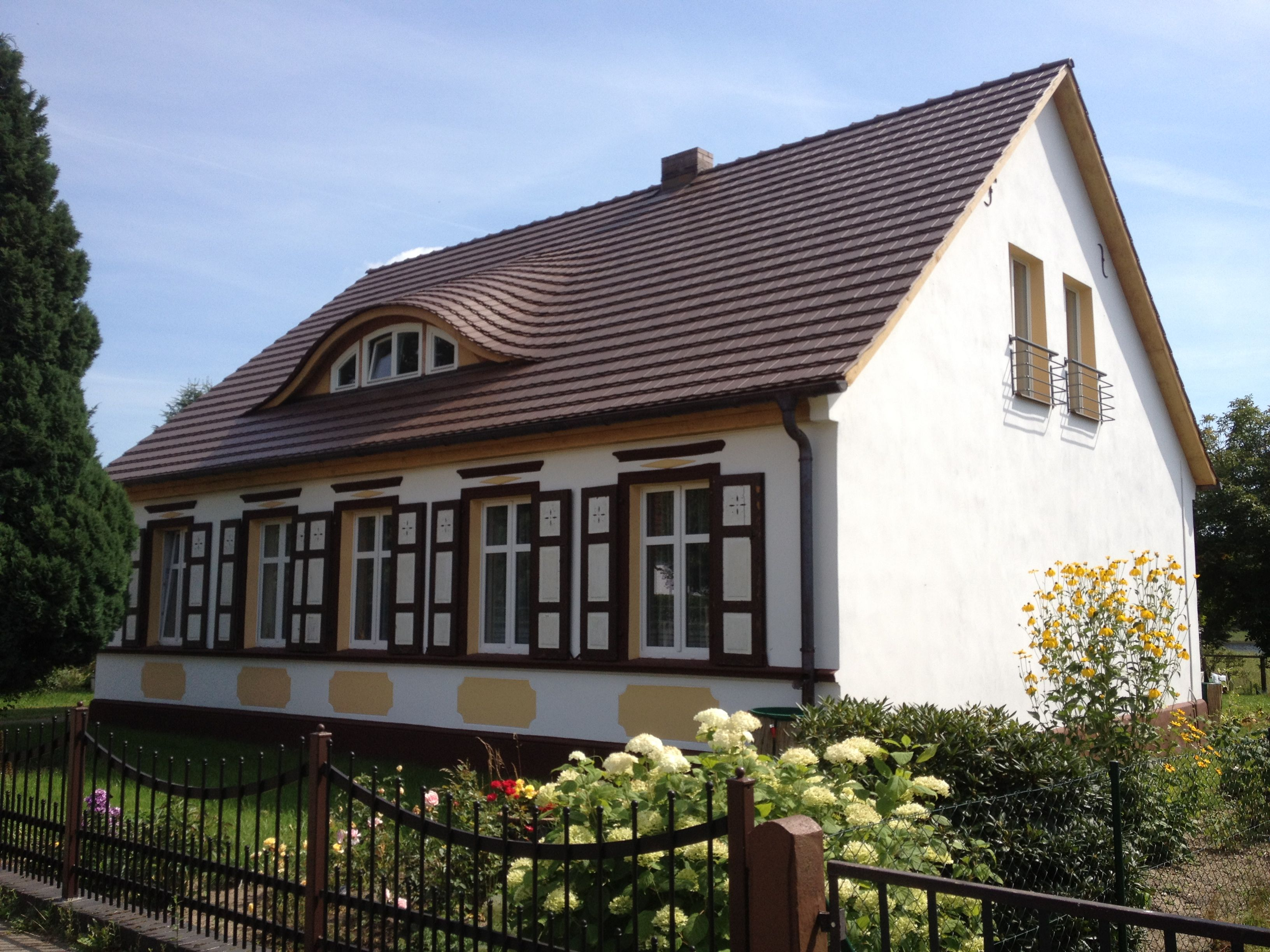
Wohnhaus in Groß Väter

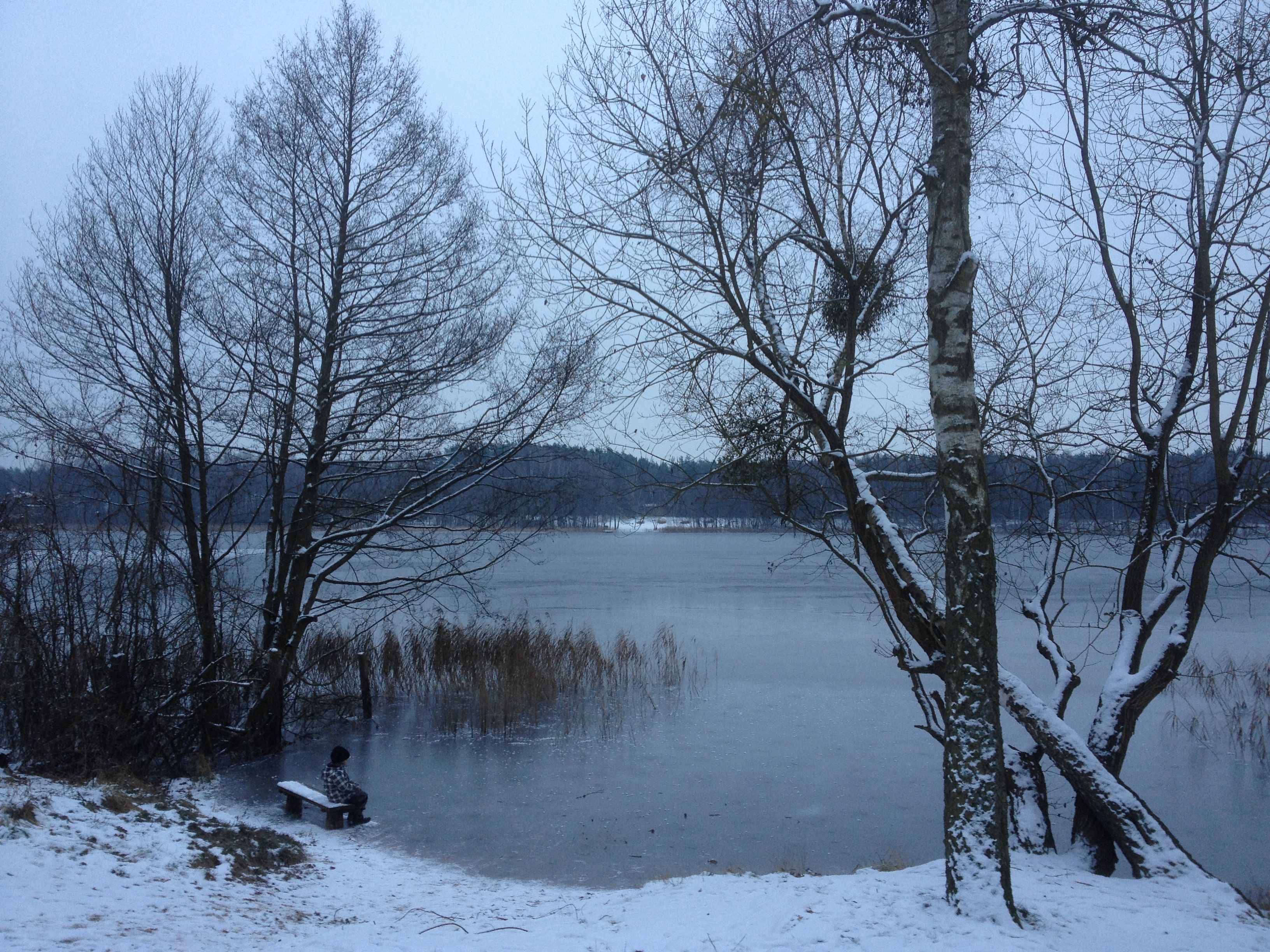
Badestelle am Großen Vätersee im Winter

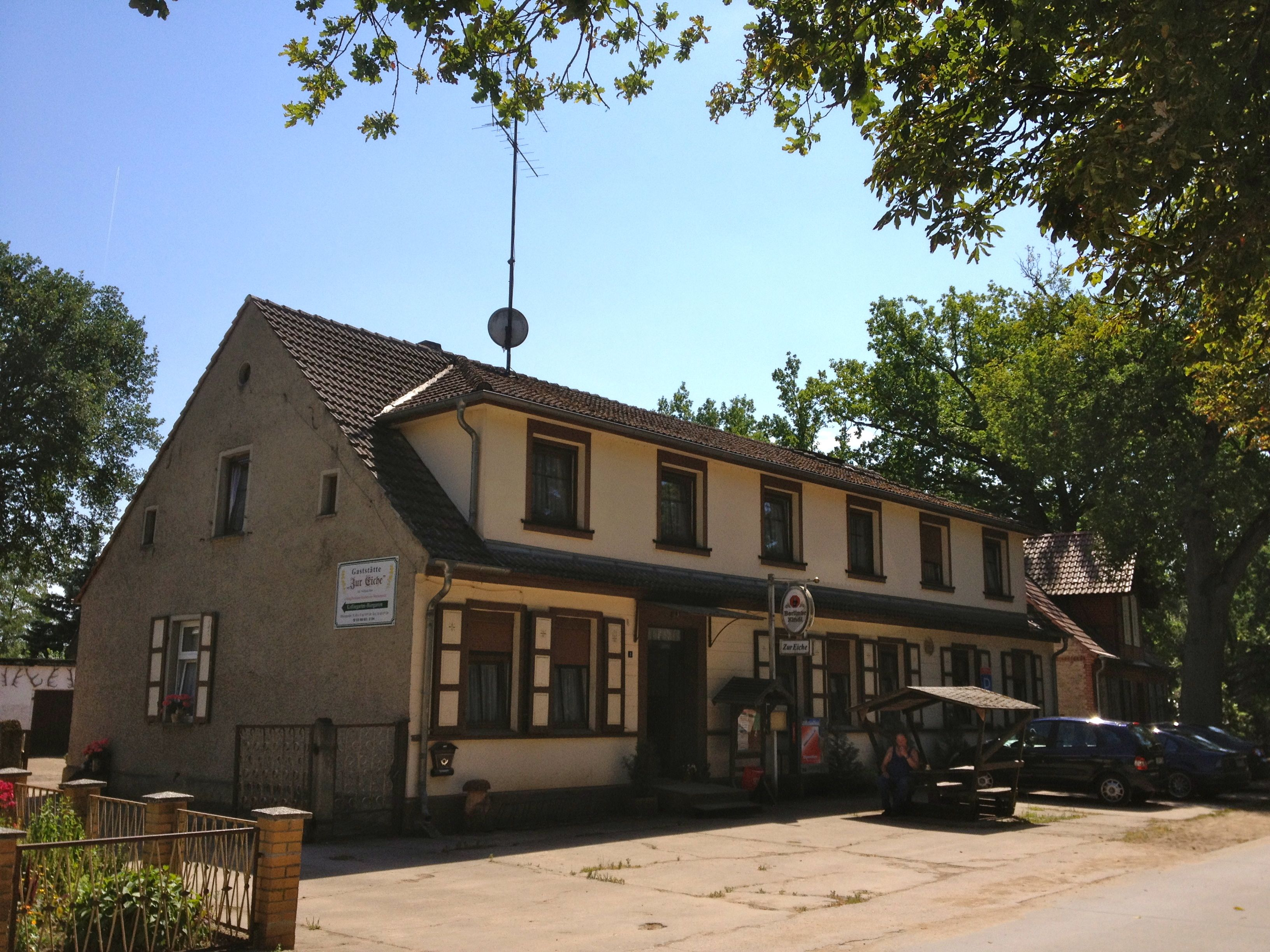
Gaststätte in Groß Väter

1782 wurde die Einheitsgemeinde aufgelöst, Groß Väter und Bebersee waren nun eigenständige Gemeinden. Das Leben im Dorf wurde von der Land- und Forstwirtschaft sowie vom Fischfang geprägt. Der Große Vätersee gehörte ehemals dem Kloster Zehdenick, später dem Amt Zehdenick bzw. danach dem Fiskus. Die Fischereirechte auf dem Großen Vätersee wurden 1806 an die Fischerfamilie Berlin in Groß Väter verkauft. 1929 war Paul Berlin in Groß Väter im Besitz der Fischereirechte. Die Größe der bewirtschafteten Wasserfläche ist mit 247 ha angegeben. In dieser Fläche waren sicher noch andere Seen miteinbegriffen, denn der Große Vätersee hält nur knapp 12 Hektar.

### Die Schorfheide während der NS-Diktatur
Nach 1933 geriet die Schorfheide in das Blickfeld der nationalsozialistischen Machthaber. Hermann Göring schätzte die Region mit ihren Jagdmöglichkeiten und ließ dort das repräsentative Anwesen Carinhall erbauen. 1936 wurden die Schorfheide und damit auch Groß Väter zum Reichsnaturschutzgebiet erklärt. Rund 50.000 ha wurden eingezäunt, zahlreiche Wege gesperrt, das Angeln auf den Seen wurde verboten.
Während des Zweiten Weltkriegs hatten die Gemeinden Groß Väter, Groß Dölln und Bebersee 45 Kriegstote zu beklagen. Die Dörfer selbst wurden von Kriegshandlungen verschont. Am 28. April erreichte die Rote Armee Groß Väter. Zwei Tage nach Hitlers Tod ließ Göring Carinhall sprengen.

### DDR-Zeit
Zwischen 1952 und 1956 wurde in der direkten Nachbarschaft zu Groß Väter der größte Militärflugplatz Europas von den Sowjets erbaut, der für die Anwohner laut den Verfassern der Groß Döllner Dorfchronik nur Nachteile mit sich brachte, zum Beispiel ständige Bedrohung durch die unsichere Kriegstechnik oder die extreme Lärmbelästigung.
1960 wurden die Gemeinden Groß Väter und Bebersee in die Gemeinde Groß Dölln eingemeindet. 1976 erhielt Groß Väter eine zentrale Wasserversorgung; bis dahin musste das Wasser aus Brunnen geschöpft werden.

### Nach der politischen Wende 1989
Das Erholungsheim der Staatssicherheit wurde 1990 von der Evangelischen Kirche übernommen und als Feriendorf Groß Väter See in eine Erholungsstätte für Familien, Schulen und Vereine umgewandelt. Im selben Jahr wurde das Biosphärenreservat Schorfheide-Chorin im Zuge des Nationalparkprogramms der DDR im Land Brandenburg gegründet. Dieses Schutzgebiet schließt auch Groß Väter ein.
1992 gründete sich die Bürgerinitiative Schorfheide e. V. mit der Schwerpunktaufgabe, dabei mitzuhelfen, den ehemaligen sowjetischen Militärflugplatz Groß Dölln in eine friedliche, natur- und umweltfreundliche Nutzung zu überführen. 1994 räumten die GUS-Streitkräfte endgültig den nahen Militärflugplatz. Heute befindet sich hier die Driving Center Groß Dölln GmbH, die einen Großteil der vormaligen Flugbetriebsflächen nutzt. Im Driving Center werden Fahrsicherheitstrainings veranstaltet. Auf dem übrigen Gelände wurde 2012 der Solarpark Templin – Groß Dölln errichtet, der 2013 ans Netz ging. Ein Flugverkehr findet nicht mehr statt.

### Kommunale Geschichte
Zur Zeit der Gründung gehörte der Ort zum Amt Zehdenick, das die Verwaltungs- und Polizeiaufgaben wahrnahm. Groß Väter lag damals im Uckermärkischen Kreis der Mark Brandenburg. In der Kreisreform von 1816/7 wurde die Uckermark in die drei neuen Kreise Angermünde, Prenzlau und Templin aufgeteilt und der neuen Provinz Brandenburg zugeordnet. Groß Väter kam damals zum Kreis Templin. 1872 wurde das Amt Zehdenick aufgelöst, dessen Aufgaben gingen auf den Kreis Templin und die neuen Amtsbezirke über. 1874 wurde Groß Väter dem Amtsbezirk 14 Reiersdorf des Kreises Templin zugewiesen. 1929 wurden Teile des Gutsbezirks Forst Reiersdorf an die damalige Landgemeinde Groß Väter angeschlossen.
In der Kreisreform von 1952 in der damaligen DDR wurde der alte Kreis Templin der Provinz Brandenburg im Wesentlichen in zwei Kreise, den neuen Kreis Templin und den Kreis Gransee aufgeteilt. Dabei verblieb Groß Väter beim neu zugeschnittenen Kreis Templin. 1993 wurden die drei Landkreise Angermünde, Prenzlau und Templin zum Landkreis Uckermark zusammengelegt.
1931 gehörte zur Gemeinde Groß Väter auch der Wohnplatz Forsthaus Groß Väter (etwa heutiger Straßenname Groß Väter 34). Nach dem Zweiten Weltkrieg entstand als weiterer Wohnplatz Klein Väter, das Forsthaus ist dagegen nicht mehr als eigener Wohnplatz ausgewiesen. Zum 1. Januar 1960 wurde Groß Väter nach Groß Dölln eingemeindet und war seither Ortsteil von Groß Dölln. Nach der politischen Wende 1990 schloss sich Groß Dölln 1992 zusammen mit 13 anderen Gemeinden zu einer Verwaltungsgemeinschaft zusammen, dem Amt Templin-Land. Zum 26. Oktober 2003 wurde das Amt Templin-Land per Gesetz aufgelöst und die angehörigen Gemeinden in die Stadt Templin eingegliedert. Seither ist Groß Dölln ein Ortsteil von Templin, Groß Väter und Klein Väter sind lediglich noch Gemeindeteile von Groß Dölln und damit ohne eigene kommunalpolitische Vertretung.

## Geschichte der Försterei Groß Väter
Leider ließ sich bisher nicht ermitteln, wann genau das erste Forsthaus in Groß Väter erbaut wurde. Der früheste Nachweis für die damalige Unterförsterei ist aber das Urmesstischblatt 2947 Vietmannsdorf von 1826, auf der die Unterförsterei bereits eingezeichnet ist. Das Historische Ortslexikon erwähnt ein Forsthaus in Groß Väter erst für 1860. 1860 bestand das Förstereigehöft aus einem Wohnhaus und zwei Wirtschaftsgebäuden; das Forsthaus hatte fünf Einwohner. Auch für 1871 werden fünf Bewohner angegeben.

### Kommunale Geschichte der Försterei und Stellung in der Forsthierarchie
Trotz der räumlichen Nähe gehörte die Försterei Groß Väter nicht zum Gemeindebezirk Groß Väter, sondern zum Gutsbezirk Forstrevier Reiersdorf. Mit Bildung der Amtsbezirke in Brandenburg, kam der Gutsbezirk Forstrevier Reiersdorf zum Amtsbezirk 14 Reiersdorf des Kreises Templin. Nach der revidierten Version von 1881 gehörten zum Gutsbezirk Königliches Forstrevier Reiersdorf die Oberförsterei Reiersdorf, der Schutzbezirk und das Forsthaus Döllnkrug mit Chausseehaus und Gasthaus, der Schutzbezirk und das Forsthaus Dusterlake, der Schutzbezirk und das Forsthaus Wucker und der Schutzbezirk und das Forsthaus Großväter. 1929 wurde der Gutsbezirk Reiersdorf aufgelöst und aufgeteilt. Das Forsthaus kam nun an die Landgemeinde Groß Väter. 1931 war das Forsthaus Groß Väter ein Wohnplatz der Gemeinde.
Die Försterei Groß Väter unterstand der Oberförsterei Reiersdorf, die ab 1817 in die Forstinspektion Zehdenick eingegliedert war. 1850 wurden die Forstinspektionen reorganisiert und die Oberförsterei Reiersdorf kam zur Forstinspektion Neustadt-Eberswalde (auch Forstinspektion Potsdam-Eberswalde-Neustadt). 1936 wurde sie in die Stiftung Schorfheide eingebracht. 1934 wurde sie in Forstamt Reiersdorf umbenannt. 1938 wurden die Forstämter im Bereich der Schorfheide neu organisiert. Das Forstamt Reiersdorf wurde nun aufgeteilt und der Name verschwand. Reiersdorf wurde Sitz des neuen Forstamtes Schorfheide, bei dem die Oberförsterei Wucker und die Revierförsterei Döllnkrug verblieb. In Großväter wurde nun das neue Forstamt Groß Dölln angesiedelt. Die zwei anderen, ursprünglich der Oberförsterei Reiersdorf gehörenden Förstereien, die Revierförsterei Groß Väter und die Revierförsterei Dusterlake wurden nun dem neuen Forstamt Groß Dölln zugewiesen.
1968 übernahm das Ministerium für Staatssicherheit das Forsthaus Groß Väter zum Ausbau eines Erholungsheims für seine Bediensteten. An der Stelle des Forsthauses und in dessen nächster Umgebung steht nun das Feriendorf Groß Väter See der Berliner Stadtmission.

### Liste der Förster
- ab Juni 1832 Förster Schenck, er war vorher in der Försterei Hammelspring, Oberförsterei Zehdenick[15]
- (1840) bis 1842 Förster Giebel, vorher Jäger[16] wurde zum 1. Januar 1841 fest angestellt, vorher interimistisch, er wurde 1842 in die Försterei Rögelin versetzt[17]
- ab 1842 bis 30. September 1851 Förster Carl Friedrich Daume (* 9. April 1799 in Brück bei Belzig), Jäger und Hilfsaufseher in Schmelze, wurde mit Dienstantritt zum Förster ernannt[18] wurde 1851 in die Försterei Melzow versetzt[19]
- ab 1. November 1851 bis (1867) Förster Franke[20] er war vorher in der Försterei Schwemm,[21] die Versetzung des Försters Below ab 1. Oktober 1851 in die Försterei Groß Väter kam nicht zustande[19][22]
- ab 1. Januar 1867 bis (1870) Förster Hermann Blume (* 19. März 1826 in Liebenrode bei Nordhausen; † 23. Juli 1880), vorher Jäger und zum Amtsantritt zum Förster ernannt[23]
- ab 1. Juni 1870 bis 31. März 1874 Förster Carl Gabbe (* 9. Februar 1828 in Prenden), vorher Jäger, gleichzeitig mit der Verleihung der Stelle zum Förster ernannt[24] wurde zum 1. April 1874 in die Försterei Altenhof in der Oberförsterei Grimnitz versetzt[11]
- ab 1. April 1874 bis 30. September 1877 Adolph Kayser (* 8. Dezember 1833 in Neustadt (Dosse)), bisher Jäger, wurde mit Amtsantritt zum Förster ernannt[25] wurde 1877 in die Försterei Bärendickte in der Oberförsterei Glambeck versetzt, 1880 in die Försterei Schönholz in der Oberförsterei Biesenthal versetzt
- ab 1. Oktober 1877 bis 30. Juni 1883 Förster Georg Adolph Grumbach, vorher Jäger und Forstaufseher in der Oberförsterei Liepe[26] wurde 1883 in die Försterei Wucker versetzt[27]
- ab 1. Juli 1883 bis 31. Oktober 1892 Förster Ferdinand Grunow (* 9. Dezember 1847 in Forsthaus Waldhaus, Krs. Königsberg/Nm.), war bisher Jäger und Forstaufseher in der Oberförsterei Biesenthal, wurde mit Amtsantritt zum Förster ernannt[27] wurde 1892 in die Försterei Glambeck versetzt[28]
- ab 1. November 1892 bis 1898 Förster Nicolaus Steinborn (* 24. Juni 1861 in Wallendorf, Krs. Bitburg, † 29. Juli 1898), vorher Feldwebel und Forstaufseher in Saugarten in der Oberförsterei Kunersdorf, wurde mit Amtsantritt zum Förster ernannt[28]
- ab 1. November 1898 bis 31. Juli 1906 Förster Ernst Scholz (* 15. Mai 1863 in Roßdorf, Krs. Falkenberg), war bisher Forstaufseher[29][30] wurde zuletzt Hegemeister in der Oberförsterei Grimnitz
- ab 1. August 1906 bis 30. Juni 1914 Förster Bernhard Schulze (* 14. Februar 1868 in Nauen, Krs. Osthavelland), Diensteintritt: 1. Oktober 1898[31][32][33], wurde 1914 in die Försterei Vogelsang (Oberförsterei Zehdenick) versetzt[34] zuletzt Hegemeister in der Oberförsterei Zehdenick
- ab 1. Juli 1914 Förster Johannes Kannstaedter (* 7. Februar 1868 in Königsberg/Nm.), bisher in der Försterei Britz (Oberförsterei Chorin)[34]
- (1928) bis (1939) Revierförster Lange[35][36][37]